# Военный крест 1939—1945 (Франция)
Военный крест 1939—1945 (фр. Croix de guerre 1939—1945) — французская военная награда, предназначенная для обозначения лиц (гражданских и военных), частей, городов или учреждений, бывших отмеченных во время Второй мировой войны.

## История
В период 1939—1945 годов было создано нескольких Военных крестов. Но приказ от 7 января 1944 признавал действительным только крест 1939 года.

### Первый военный крест
По инициативе Эдуарда Даладье, президента Совета и военного министра, 26 сентября 1939 года был учрежден Военный крест. Сделан он был по той же модели, что и версия 1914—1918 года, но с годом 1939 на реверсе и с новой лентой с четырьмя зелёными полосами между пятью красными.

### Военный крест Французского Государства
Правительство Виши декретом от 23 марта 1941 года отменяет Военный крест 1939 года и учредить новый, вручаемый обладателям старого после изучения их послужного списка. Крест остался прежним, но с датами 1939—1940 на реверсе. Лента зелёная с семью чёрными полосами.
Впоследствии была создана серая лента с тёмно-синими полосами. На аверсе появился лабрис с рукоятью в виде маршальского жезла с десятью звездам и подписью «ETAT FRANÇAIS» («Французское государство»), а на реверсе стоит дата 1944. Этот вариант был более редким.
По приказу Французского комитета национального освобождения 7 января 1944 года, ношение этой награды было запрещено. Военный крест, созданный для членов Легиона французских добровольцев против большевизма, был отменен приказом Временного правительства Французской республики от 28 октября 1944 года. 

### Военный крест «Жиро»
В Алжире генерал Жиро в 16 марта 1943 году, восстановил Военный крест с лентой 1914—1918 годов, с годом 1943 на реверсе и двумя скрещенными флагами на аверсе, заменяющими образное изображение республики.

### Военный крест Свободной Франции
30 сентября 1942 года, указом № 514 лидера Свободной Франции генерала де Голля, разрешалось ношение для Свободных французских сил Военного креста с пальмовой ветвью, если он был получен до 7 января 1944 года.

Военный крест 1939—1940 (аверс)
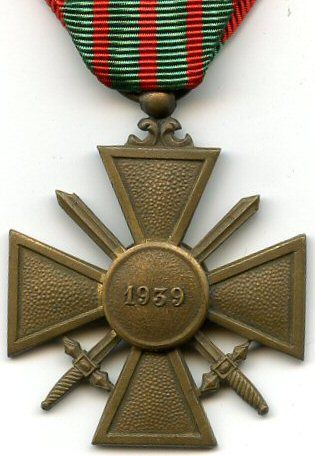
Военный крест 1939 (реверс)
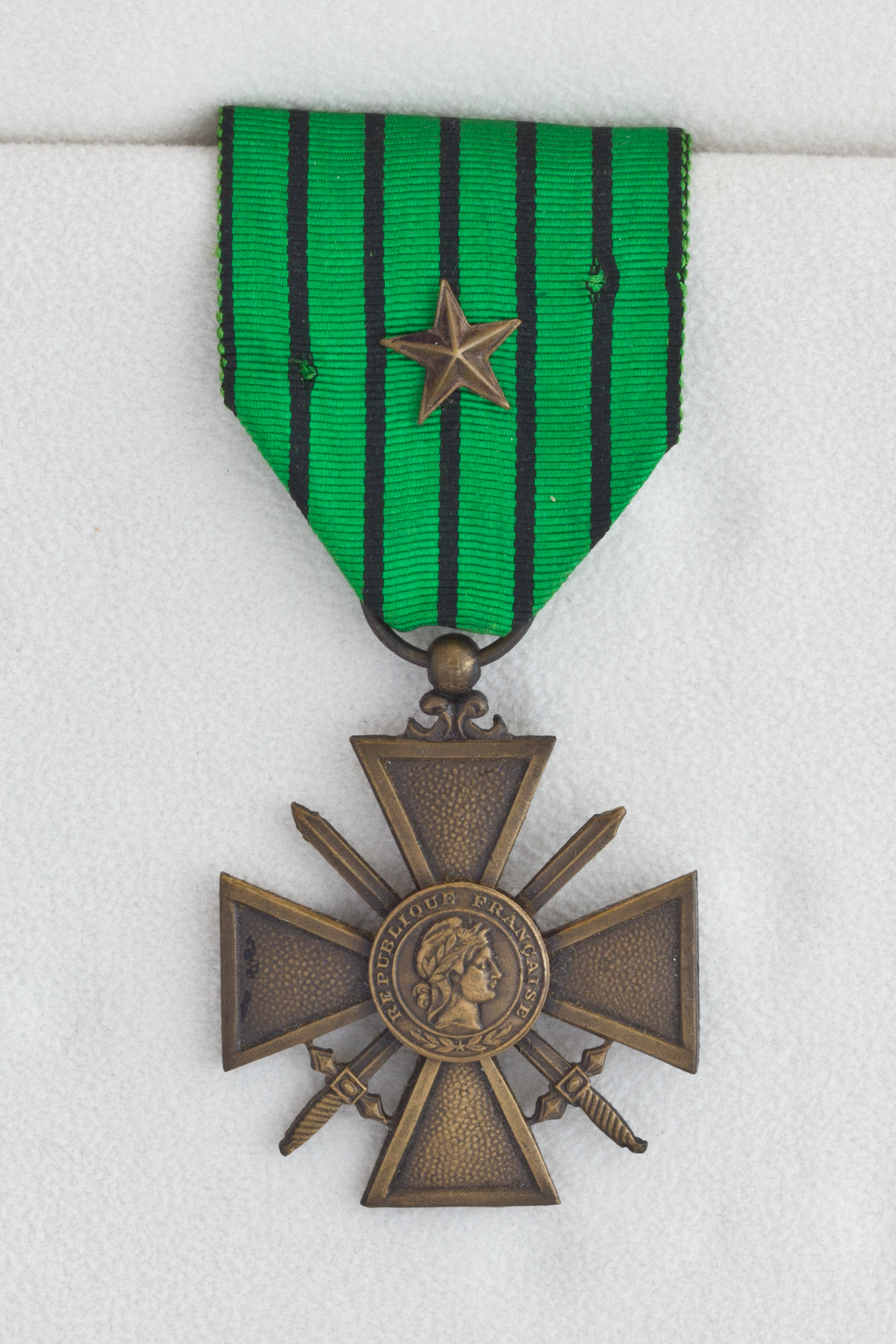
Военный крест Виши с бронзовой звездой, соответствующей призыву в армию

## Описание награды
Медаль была из флорентийской бронзы была выполнена в четырёхконечного креста с двумя скрещёнными мечами. В центре на аверсе изображён образный профиль республики во фригийском колпаке, украшенный лавровым венком с надписью «Republique Française» («Французская республика»). На реверсе даты «1939» или «1939—1945».
Лента была красной с четырьмя зелёными полосами.
Степени идентичны награде 1914—1918 годов:

Бронзовая звезда — упоминание на уровне полка или бригады
Серебряная звезда — упоминание на уровне дивизии
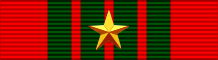
Золотая звезда — упоминание на уровне армейского корпуса
Бронзовая пальмовая ветвь — упоминание на уровне армии
Серебряная пальмовая ветвь — За пятикратное упоминание

## Награждённые
В дополнение к военнослужащих и гражданским лицам, награжденным за участие в военные действия, награда коллективно присуждалась полкам, военным кораблям, 1548 городам (между 1948 и 1949 годами) или 209 муниципалитетам.
Национальная ассоциация Военного креста и воинской доблести, основанная в 1919 году вице-адмиралом Эмилем Гепратом, предназначалась для объединения солдат всех рангов, городов, воинских частей трех армий и гражданских учреждений, награжденных Военным крестом 1939—1945.

### Церемония награждения
Награждение Военным крестом не сопровождается какой-либо обязательной церемонией. Предоставление заинтересованному лицу выписки из приказа, цитирующего его, достаточно для установления его права на ношение этого знака отличия.

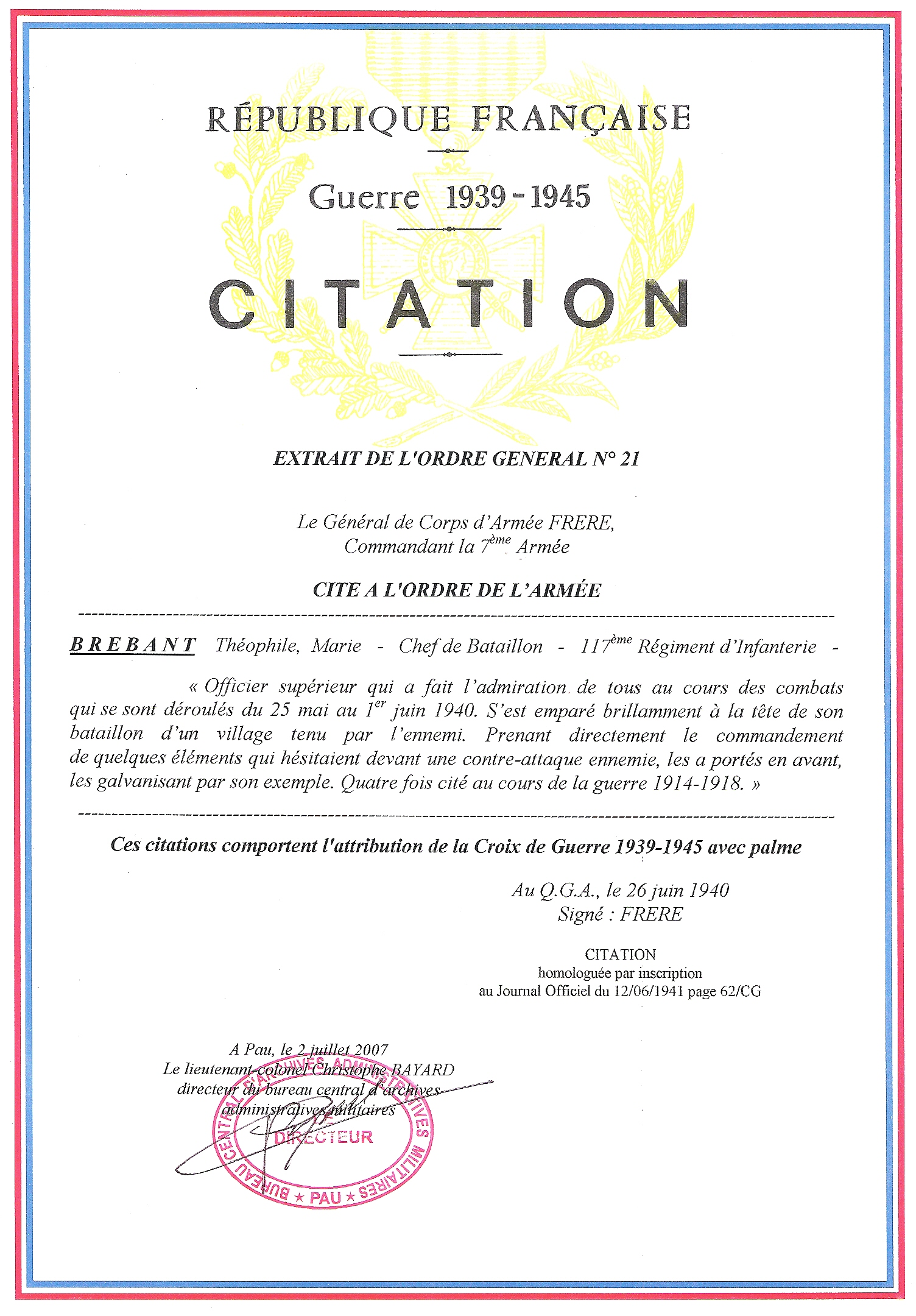
Приказ от 26 июня 1940 года о вручении Военного креста 1939—1945 с пальмовой ветвью Бребан, Теофил Мари